# Monumenti del Giappone

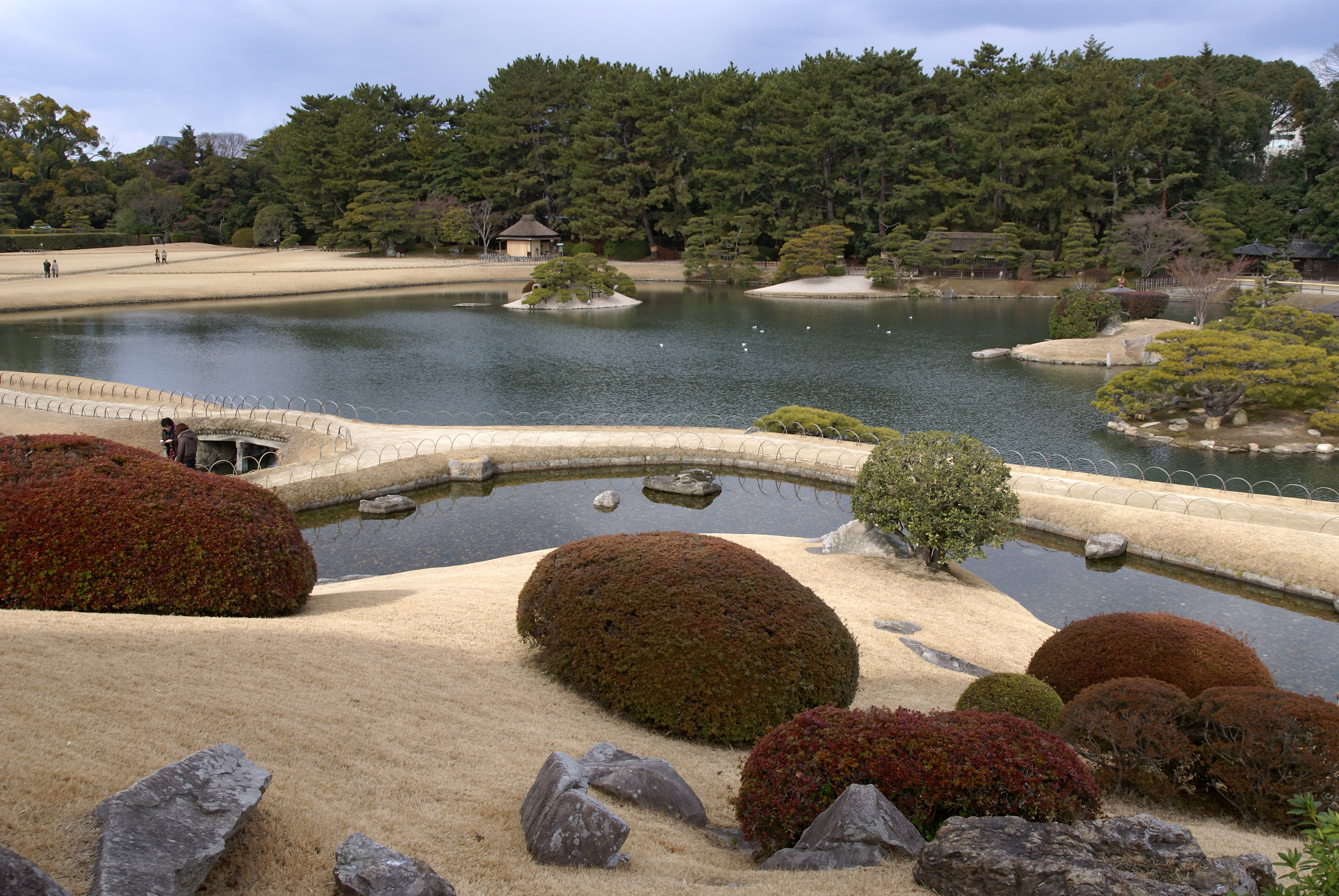
Kōraku-en nella prefettura di Okayama è un luogo speciale di bellezza paesaggistica

I monumenti del Giappone (記念物?, kinenbutsu) sono alcuni beni culturali del Giappone specificati nell'articolo 2, paragrafo 1, punto IV, della Legge per la protezione dei beni culturali (文化財保護法?, Bunkazai hogo-hō) del governo giapponese per le proprietà culturali del Giappone. Si tratta di siti storici come sambaquì, kofun, palazzi, castelli giapponesi, abitazioni storiche e altri siti di alto valore storico o scientifico, giardini, ponti, gole, montagne e altri luoghi di bellezza paesaggistica e elementi naturali come animali, piante e strutture geologiche o minerali di alto valore scientifico.

## Ripartizione dei monumenti

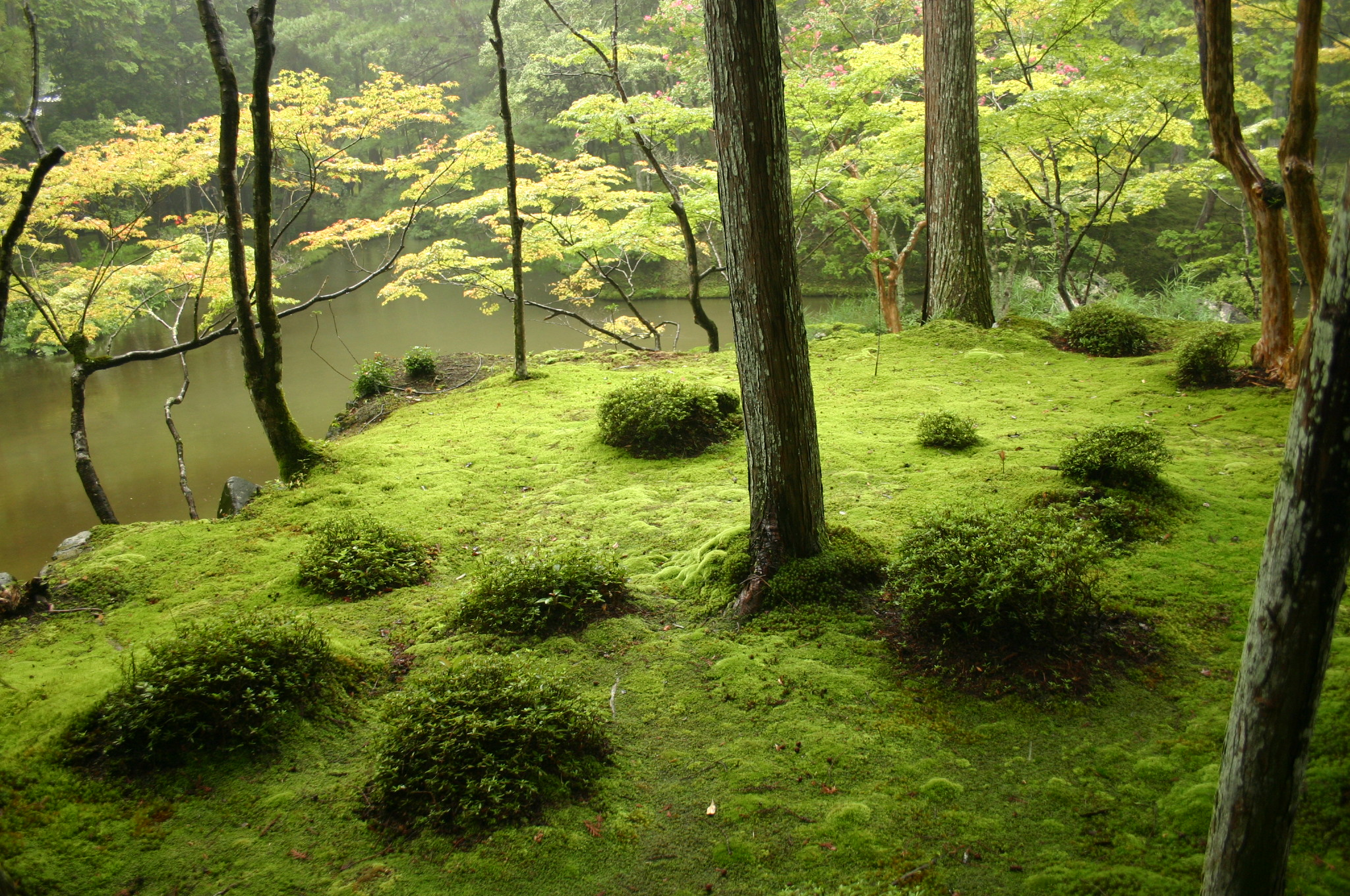
Il giardino di muschio di Saihō-ji è sia luogo speciale di bellezza paesaggistica che un sito storico

Gli elementi “significativi” di questo tipo sono designati (e non registrati) dal governo come proprietà culturali (文化財?, bunkazai) e classificati in una delle tre categorie:
- Siti storici (史跡?, shiseki)
- Luoghi di bellezza paesaggistica (名勝?, meishō)
- Monumenti naturali (天然記念物?, tennen kinenbutsu)

Gli elementi di particolare importanza possono ricevere una classificazione più elevata come:
- Siti storici speciali (特別史跡?, tokubetsu shiseki)
- Luoghi speciali di bellezza paesaggistica (特別名勝?, tokubetsu meishō)
- Monumenti naturali speciali (特別天然記念物?, tokubetsu tennen kinenbutsu)

Il numero di elementi designati aggiornato al 21 febbraio 2024 (Reiwa 6) è 3.251: 1.895 siti storici, 63 siti storici speciali, 429 luoghi panoramici, 36 luoghi panoramici speciali, 1.040 monumenti naturali e 75 monumenti naturali speciali). Poiché un singolo monumento può essere designato in più di una categoria, il numero effettivo totale di monumenti è inferiore al numero totale di designazioni. Ad esempio, il giardino di Hama rikyū è sia un sito storico speciale che un luogo panoramico speciale. Un altro esempio sono il  lago Towada e il fiume Oirase, che si trovano a cavallo tra le prefetture di Akita e Aomori, sono designati sia come punti panoramici speciali che come monumenti naturali.

## Criteri di designazione
L'Agenzia per gli Affari Culturali designa i monumenti in base a una serie di criteri ed ogni monumento può essere designato in base a diversi criteri.

### Siti storici e siti storici speciali

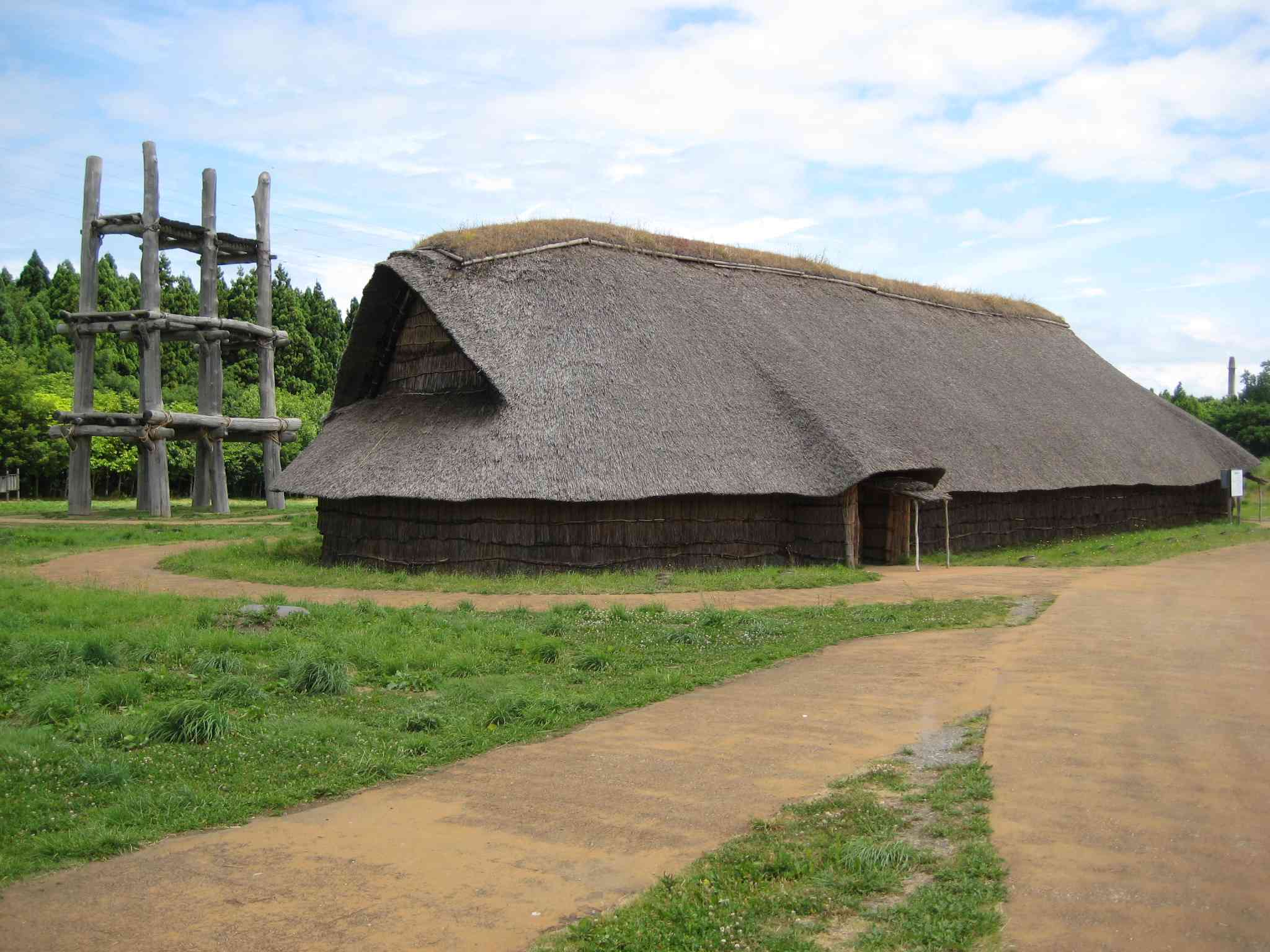
Sannai-Maruyama è un sito storico speciale

I criteri di designazione per i siti storici sono:
1. Sambaquì, rovine di insediamenti, Kofun e altre rovine storiche di questo tipo
2. Rovine di città fortificate, castelli, amministrazioni governative, antichi campi di battaglia e altre rovine storiche associate alla politica o al governo
3. Resti di santuari e templi, ex complessi recintati e altre rovine storiche legate alla religione
4. Scuole, istituti di ricerca, istituzioni culturali e altre rovine storiche legate all'istruzione, all'apprendimento o alla cultura
5. Strutture sanitarie e assistenziali, strutture legate alla vita, altre rovine storiche sociali e legate alla vita
6. Strutture di trasporto e comunicazione, strutture per il controllo delle foreste e delle inondazioni, impianti di produzione e altri siti storici legati ad attività finanziarie o produttive
7. Tombe e monumenti in pietra con iscrizioni
8. Ex residenze, giardini, laghetti e altri luoghi di particolare significato storico
9. Rovine legate a paesi stranieri o stranieri

### Luoghi di bellezza paesaggistica e luoghi speciali di bellezza paesaggistica
1. Parchi e giardini
2. Ponti e terrapieni

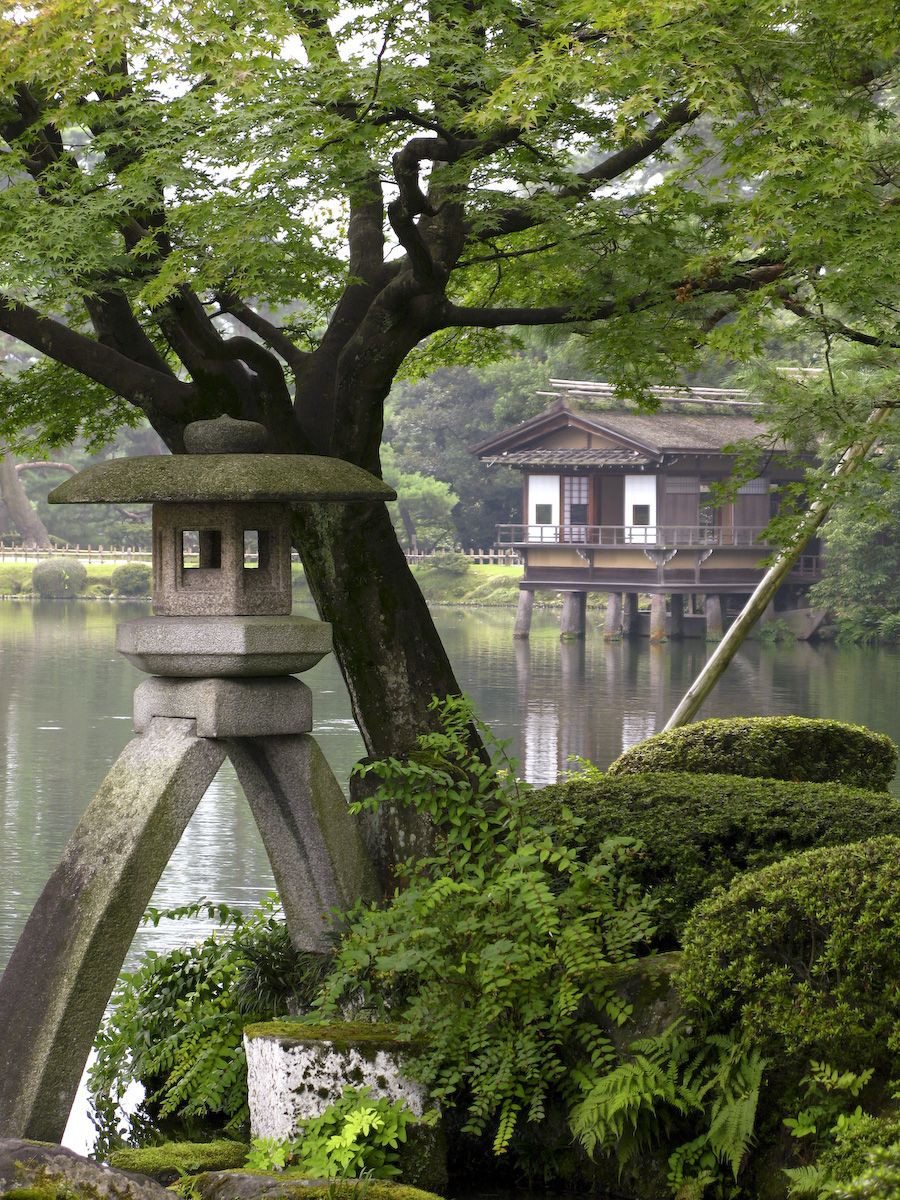
Kenroku-en, Kanazawa, Ishikawa è un luogo speciale di bellezza paesaggistica

3. Alberi in fiore, prati fioriti, colori autunnali, alberi verdi e altri luoghi di vegetazione fitta
4. Luoghi abitati da uccelli e animali selvatici, pesci, insetti e altri
5. Rocce, grotte
6. Anfratti, gole, cascate, ruscelli di montagna, abissi
7. Laghi, paludi, zone umide, isole galleggianti, sorgenti
8. Dune di sabbia, cordoni litorali, coste, isole
9. Vulcani, onsen
10. Montagne, colline, altipiani, pianure, fiumi
11. Luoghi panoramici

### Monumenti Naturali e Monumenti Naturali Speciali
.
1. Animali

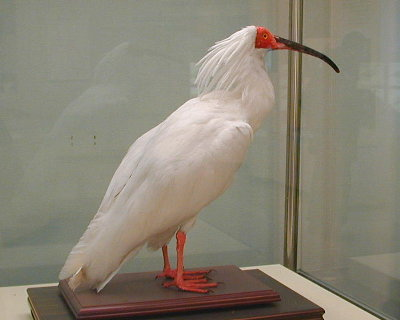
Il toki è designato Monumento Naturale Speciale in base al Criterio 1.2: “Animali che non sono peculiari del Giappone, ma che devono essere preservati come animali caratteristici giapponesi ben noti e il loro habitat”

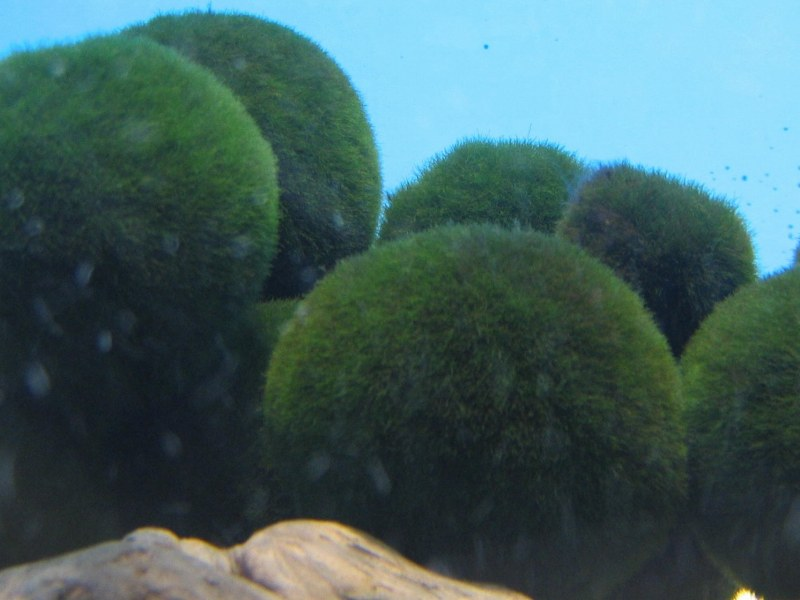
I coni di alghe marine (Marimo) del lago Akan sono Monumenti Naturali Speciali

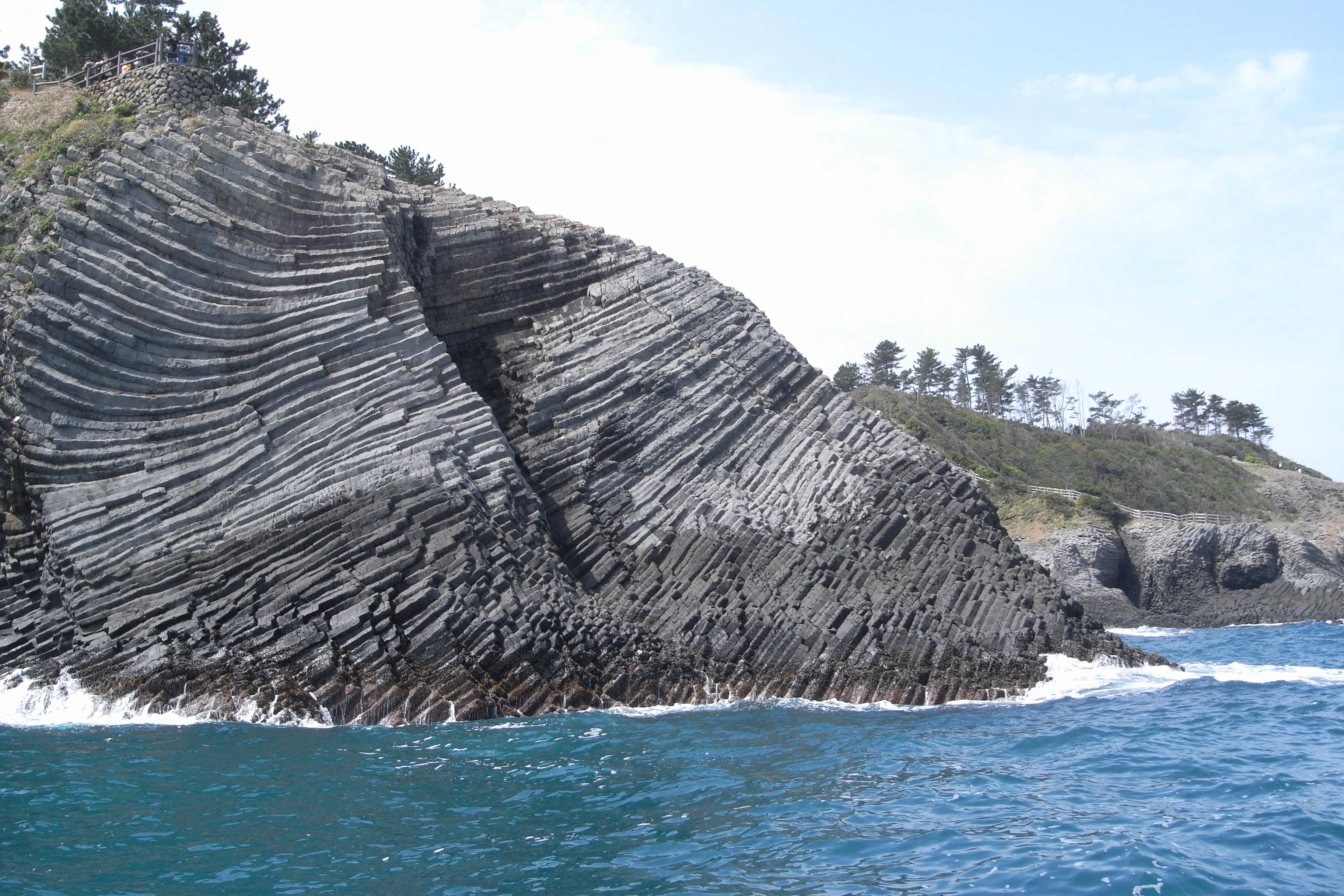
Yakataishi no Nanatsugama sulla costa di Karatsu, Prefettura di Saga

  1. Animali noti e caratteristici del Giappone e loro habitat
  2. Animali che non sono peculiari del Giappone, ma che devono essere preservati come animali caratteristici giapponesi ben noti, e il loro habitat
  3. Animali o gruppi di animali peculiari del Giappone nel loro ambiente naturale
  4. Animali domestici caratteristici del Giappone
  5. Animali importati ben noti attualmente allo stato selvatico (ad eccezione degli animali domestici) e il loro habitat
  6. Esemplari animali di particolare valore
2. Piante, vegetazione
  1. Alberi secolari di interesse storico, alberi monumentali, alberi secolari, alberi deformi, alberi lungo le strade, foreste di santuari
  2. Foreste primitive rappresentative, flora forestale rara
  3. Piante alpine rappresentative, gruppi speciali di piante su terreni rocciosi
  4. Gruppi rappresentativi di piante su terreni abbandonati
  5. Esempi rappresentativi di vegetazione costiera e di terreni sabbiosi
  6. Esempi rappresentativi di aree con piante che formano la torba
  7. Gruppi di piante che crescono in grotte o caverne
  8. Rare piante acquatiche in stagni da giardino, onsen, laghi, paludi, ruscelli, mare, ecc.
  9. Notevole presenza di piante epifite su rocce, alberi o arbusti
  10. Crescita notevole di piante su terreni marginali
  11. Notevole crescita in natura di piante coltivate
  12. Habitat selvatico di piante rare o quasi estinte
3. Caratteristiche geologiche e mineralogiche
  1. Rocce, siti di produzione di minerali e fossili
  2. Strati conformabili e non conformabili
  3. Strati piegati e spinti
  4. Caratteristiche geologiche causate dall'opera di esseri viventi
  5. Fenomeni legati alla dislocazione dei terremoti e al movimento della terra
  6. Grotte e caverne
  7. Esempi di organizzazione delle rocce
  8. Onsen e loro sedimenti
  9. Fenomeni legati all'erosione e agli agenti atmosferici
  10. Fumarole e altri elementi legati all'attività vulcanica
  11. Fenomeni legati al ghiaccio e al gelo
  12. Esemplari di rocce, minerali e fossili particolarmente preziosi
4. Territori rappresentativi ricchi di monumenti naturali da proteggere (Aree naturali protette)

### Monumenti politici
1. Palazzo imperiale di Tokyo

## Monumenti registrati
È stato istituito un sistema separato di "registrazione" (in contrapposizione alla "designazione" di cui sopra) per gli edifici moderni minacciati dall'espansione urbana o da altri fattori. I monumenti dal periodo Meiji in poi che richiedono conservazione possono essere registrati come Monumenti Registrati (登録記念物?, tōroku kinenbutsu). I monumenti appartenenti a questa classe di beni culturali ricevono assistenza e protezione più limitate, basate principalmente su notifiche e indicazioni governative. A febbraio 2024, 131 monumenti sono registrati con questo sistema.